# Etheostoma wapiti
Etheostoma wapiti é uma espécie de peixe da família Percidae.
É endémica dos Estados Unidos da América.